# Baerova patka
Baerova patka (lat. Aythya baeri) je patka ronilica koja živi u istočnoj Aziji. Gnezdi se u jugoistočnoj Rusiji i severoistočnoj Kini. Zimi migrira u južnu Kinu, Vijetnam i Indiju. Ime je dobila u znak sećanja na estonskog prirodnjaka Karla Ernsta von Baera.
Slične je veličine i bliski je rodjak patke njorke, iako je obojenost kod mužjaka potpuno drugačija. Mužjaci ove patke dosta su slični onima patke crnike, ali imaju tamnija leđa i gornji deo bokova. Donji bokovi i trbuh su prilično upadljivi. Ženke Baerove patke i patke njorke su dosta slične, a to je tako kod ženki svih vrsta u rodu Aythya.

## Ugroženost
Ova je vrsta 2012. uvrštena u kategoriju kritično ugroženih vrsta. 